# Föryngringsprofessorn
Föryngringsprofessorn (originaltitel: Monkey Business) är en amerikansk komedi från 1952, i regi av Howard Hawks.

## Handling
Doktor Barnaby Fulton försöker skapa ett föryngringsmedel. När labbets apa råkar blanda till ett eget medel som faktiskt fungerar och sprider ut det i vattentanken.

## Rollista (i urval)
- Cary Grant − Dr. Barnaby Fulton
- Ginger Rogers − Edwina Fulton
- Charles Coburn − Oliver Oxley
- Marilyn Monroe − Lois Laurel
- Hugh Marlowe − Hank Entwistle
- Henri Letondal − Dr. Jerome Kitzel
- Robert Cornthwaite − Dr. Zoldeck
- Larry Keating − G.J. Culverly
- Douglas Spencer − Dr. Brunner
- Esther Dale − Mrs. Rhinelander
- George Winslow − liten indian